# A Fair Impostor
A Fair Impostor er en britisk stumfilm fra 1916 af Alexander Butler.

## Medvirkende
- Madge Titheradge som Lady Irene
- Gerald McCarthy som Terence Castleford
- Charles Rock som Lord Mercia
- Alice De Winton som Elsa Graham
- Edward O'Neill som Mayne Redmayne